# 西區 (埼玉市)
西區（日语：／ Nishi ku */?）是埼玉市的10區之一。舊為大宮市的一部分。

## 地理
位於埼玉市西北部，屬舊大宮市西部。區內可見田園風光。西大宮站周邊已陸續開發為住宅區。

### 河川
- 荒川
- 鴨川 (埼玉縣)
- 淺間川
- 瀧沼川（日语：滝沼川）
- 指扇辻川
- 中釘川
- 新川（日语：新川 (さいたま市)）
- 西堀川
- 上尾中堀川（日语：上尾中堀川）
- 瓶沼川（びん沼川）
- 江川（日语：江川 (さいたま市)）

## 歷史
- 1889年 町村制施行，指扇村（日语：指扇村）、馬宮村（日语：馬宮村）、植水村（日语：植水村）、日進村（日语：日進村）（宮前町）、三橋村（日语：三橋村 (埼玉県)）（三橋5、6丁目）
- 1940年 日進村、三橋村、大宮町（日语：大宮町 (埼玉県)）、大砂土村（日语：大砂土村）、宮原村（日语：宮原村 (埼玉県)）合併，大宮市成立
- 1955年 指扇村、馬宮村、植水村與大宮市合併
- 2001年 大宮市與浦和市、與野市合併，埼玉市成立
- 2003年 成為政令指定都市，西區成立

## 地域
- 飯田
- 飯田新田（日语：飯田新田）
- 植田谷本（日语：植田谷本）
- 植田谷本村新田（日语：植田谷本）
- 內野本郷（日语：内野本郷）
- 指扇（日语：指扇）
- 指扇領辻（日语：指扇領辻）
- 指扇領別所（日语：指扇領別所）
- 佐知川
- 三條町（日语：三条町）

- 島根（日语：島根 (さいたま市)）
- 昭和（日语：昭和 (さいたま市)）
- 清河寺（日语：清河寺）
- 高木
- 塚本（日语：塚本 (さいたま市)）
- 塚本町（日语：塚本 (さいたま市)）
- 土屋（日语：土屋 (さいたま市)）
- 中釘
- 中野林
- 西遊馬（日语：西遊馬）

- 西新井
- 平方領領家（日语：平方領領家）
- 二宮（日语：二ツ宮）
- 廣場（日语：プラザ (さいたま市)）
- 寶來
- 水判土
- 峰岸
- 三橋（日语：三橋 (さいたま市)）
- 宮前町（日语：宮前町 (さいたま市)）
- 湯木町（日语：湯木町）

## 行政
- 西區役所
- 大宮西警察署（日语：大宮西警察署）
- 埼玉市消防局西消防署
  - 西遊馬出張所
- 埼玉市立大宮西部圖書館三橋分館（日语：さいたま市立図書館）
- 埼玉市立馬宮圖書館（日语：さいたま市立図書館）

## 交通

### 鐵路
東日本旅客鐵道
- 川越線：指扇站、西大宮站

巴士
- 東武巴士西（日语：東武バス）
- 西武巴士

### 道路
一般国道
- 國道16號西大宮繞道（日语：西大宮バイパス）
- 國道17號新大宮繞道

縣道
- 主要地方道
  - 埼玉縣道2號埼玉春日部（日语：埼玉県道2号さいたま春日部線線）
  - 埼玉縣道56號埼玉富士見野所澤線（日语：埼玉県道56号さいたまふじみ野所沢線）
  - 埼玉縣道57號埼玉鴻巣線（日语：埼玉県道57号さいたま鴻巣線）
- 一般縣道
  - 埼玉縣道155號埼玉武藏丘陵森林公園自行車道線（日语：埼玉県道155号さいたま武藏丘陵森林公園自行車道線）（荒川自行車道路）
  - 埼玉縣道165號大谷本鄉埼玉線（日语：埼玉県道165号大谷本郷さいたま線）
  - 埼玉縣道216號上野埼玉線（日语：埼玉県道216号上野さいたま線）

## 主要設施
- 埼玉市民醫療中心（日语：さいたま市民医療センター）
- 埼玉清河寺溫泉（日语：さいたま清河寺温泉）
- 秋葉之森總合公園
- 大宮花之丘農林公苑
- 青葉園（日语：青葉園）
- 錦乃原櫻草園
- 三橋總合公園
- 西遊馬公園
- 寶来運動公園
- 大宮松鼠俱樂部場館與練習場「Orange Cube」（オレンジキューブ）
- 三橋游泳池

## 教育
小學校
| - 埼玉市立指扇小學校 - 埼玉市立馬宮東小學校 - 埼玉市立馬宮西小學校 - 埼玉市立植水小學校 | - 埼玉市立大宮西小學校 - 埼玉市立榮小學校 - 埼玉市立宮前小學校 - 埼玉市立指扇北小學校 |

中學校
| - 埼玉市立指扇中學校 - 埼玉市立馬宮中學校 - 埼玉市立土屋中學校 - 埼玉榮中學校 | - 埼玉市立大宮西中學校 - 埼玉市立宮前中學校 - 埼玉市立植水中學校 |

高等學校
| - 埼玉縣立大宮光陵高等學校 - 埼玉縣立大宮南高等學校 | - 埼玉縣立大宮武藏野高等學校 - 埼玉榮高等學校 |

特別支援學校
| - 埼玉縣立大宮北特別支援學校 | - 埼玉市立向日葵特別支援學校 |

## 知名人士
- 向井亞紀 - 演員、藝人、前新體操選手

## 外部連結
- 埼玉市西區役所 官方網站 （页面存档备份，存于）